# Rosabell Laurenti Sellers
Rosabell Laurenti Sellers, född 27 mars 1996 i Santa Monica, är en italiensk-amerikansk skådespelare.
Sellers har bland annat medverkat i TV-serierna Mia and Me (2012–2015) och The Swarm från 2023. Hon har även medverkat i filmen Trading Paint från 2019.

## Filmografi (i urval)
- 2012–2015 – Mia and Me (TV-serie)
- 2019 – Trading Paint
- 2023 – The Swarm (TV-serie)